# عقبات (المحويت)

تعديل مصدري - تعديل

عقبات هي إحدى قرى عزلة الوسط بمديرية المحويت التابعة لمحافظة المحويت، بلغ تعداد سكانها 103 نسمة حسب تعداد اليمن لعام 2004.